# Célula mesangial extraglomerular
As células mesangiais extraglomerulares (também conhecidas como células de Lacis, células de Polkissen ou células de Goormaghtigh) são pericitos do rim, encontrados fora do glomérulo, próximo ao pólo vascular. Eles se assemelham às células musculares lisas e desempenham um papel na regulação do fluxo sanguíneo para os rins e na regulação da pressão arterial sistêmica através do sistema renina-angiotensina . As células mesangiais extraglomerulares fazem parte do aparelho justaglomerular, juntamente com as células da mácula densa do túbulo contorcido distal e as células justaglomerulares da arteríola aferente.
As funções específicas das células mesangiais extraglomerulares não são bem compreendidas, embora tenham sido associadas à secreção de eritropoietina e à secreção de renina. Elas são distintas das células mesangiais intraglomerulares, que estão situadas entre a membrana basal e as células epiteliais dentro do glomérulo .